# Jusuf Zejnullahu
Jusuf Zejnullahu (* 1944 in Svirca bei Medveđa, Königreich Jugoslawien) ist ein ehemaliger jugoslawischer Politiker. Er war Premierminister der SAP Kosovo vom 7. September 1990	bis zum 5. Oktober 1991.

## Leben
Zejnullahu ist 1944 bei Medveđa geboren. Im Jahr 1968 erlangte er ein Diplom an einer Wirtschaftsfakultät in Priština. 1971 studierte er Wirtschaft an der Universität Zagreb.
Von 1990 bis 1991 war Zejnullahu Premierminister des Kosovo. Als Slobodan Milošević im Rahmen der antibürokratischen Revolution die Autonomie des Kosovo, welcher damals eine Provinz innerhalb der sozialistischen Republik Serbien war, auflöste, war er Mitglied im Bund der Kommunisten Jugoslawiens. 
Als der Kosovo-Krieg 1999 begann, wanderte er in die USA aus.